# 貝特哈烏森鄉
45°50′N 21°57′E / 45.833°N 21.950°E
貝特哈烏森鄉（羅馬尼亞語：Comuna Bethausen, Timiș），是羅馬尼亞的鄉份，位於該國西部，由蒂米什縣負責管轄，面積90平方公里，海拔高度124米，2002年人口2,846，人口密度每平方公里32人。